# Casal Rotondo
Casal Rotondo est la plus grande tombe de la Via Appia, au sud-est de Rome, en Italie. Une petite ferme a été construite sur le sommet.

## Nom
Le nom vient du fait que le tombeau est rond et parce qu'un corps de ferme (casale) a été construit sur le dessus, au Moyen Âge, quand il appartenait à la famille Savelli et faisait partie des tours de guet situées le long de la Via Appia.

## Histoire et description
Le mausolée date d'environ 30 avant Jésus Christ. C'est un grand bâtiment circulaire d'un diamètre de 35 m, décoré d'une frise et, qui, à l'origine, avait un toit conique. La base offrait des places où les voyageurs pouvaient se reposer à l'abri du soleil. Près du mausolée, l'archéologue Luigi Canina (1795-1856) a construit un mur de briques contenant des fragments d'architecture. On pensait à l'origine que ces fragments provenaient du Casal Rotondo, mais c'est maintenant contesté. L'inscription figurant sur le bâtiment, ainsi que d'autres fragments architecturaux, proviennent d'un petit monument sur le site, et n'ont rien à voir avec le consul romain Messalla Corvinus, comme le croyait Canina,.

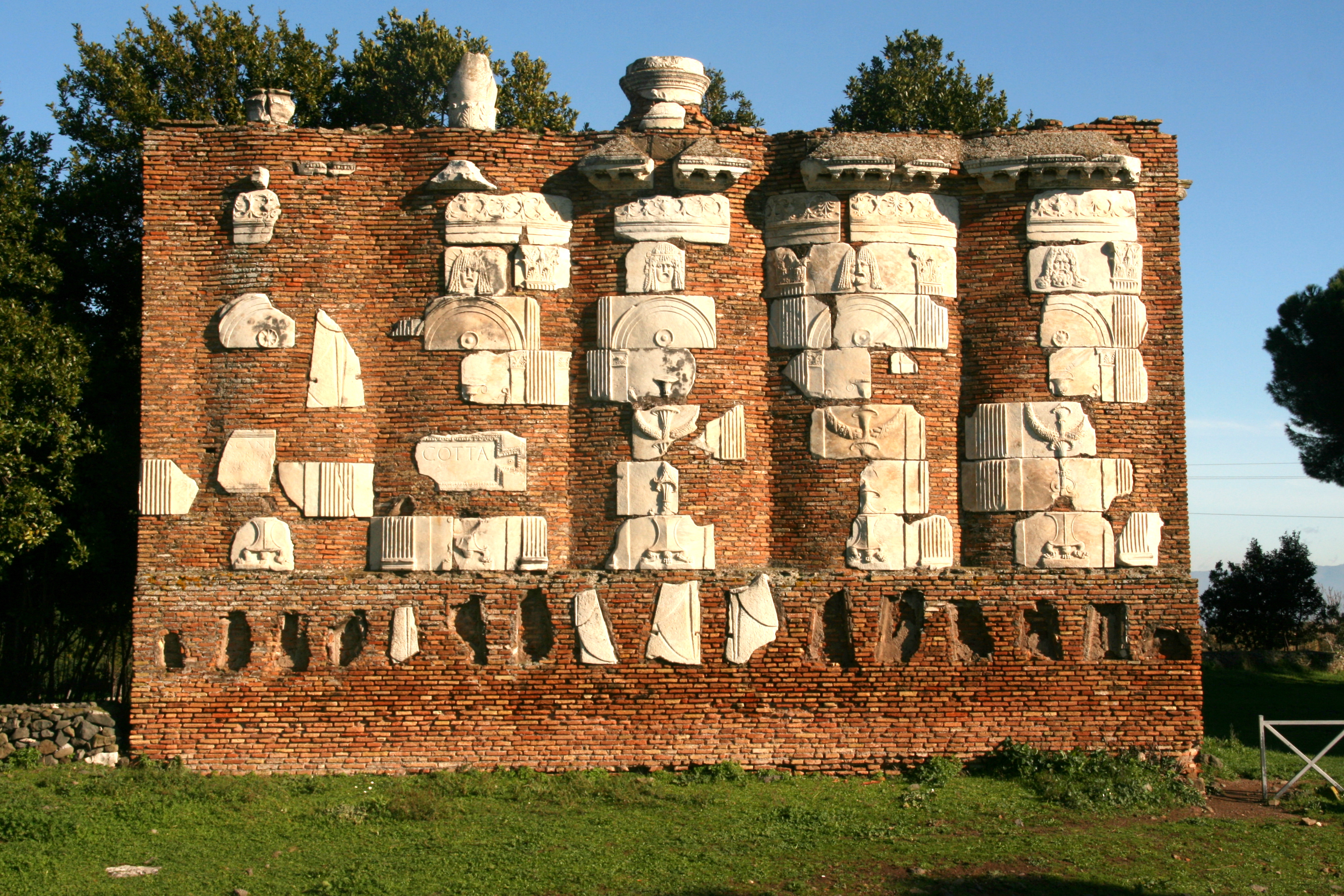
Mur de Canina avec les fragments.